# Vale do Tiropeon
O vale do Tiropeon

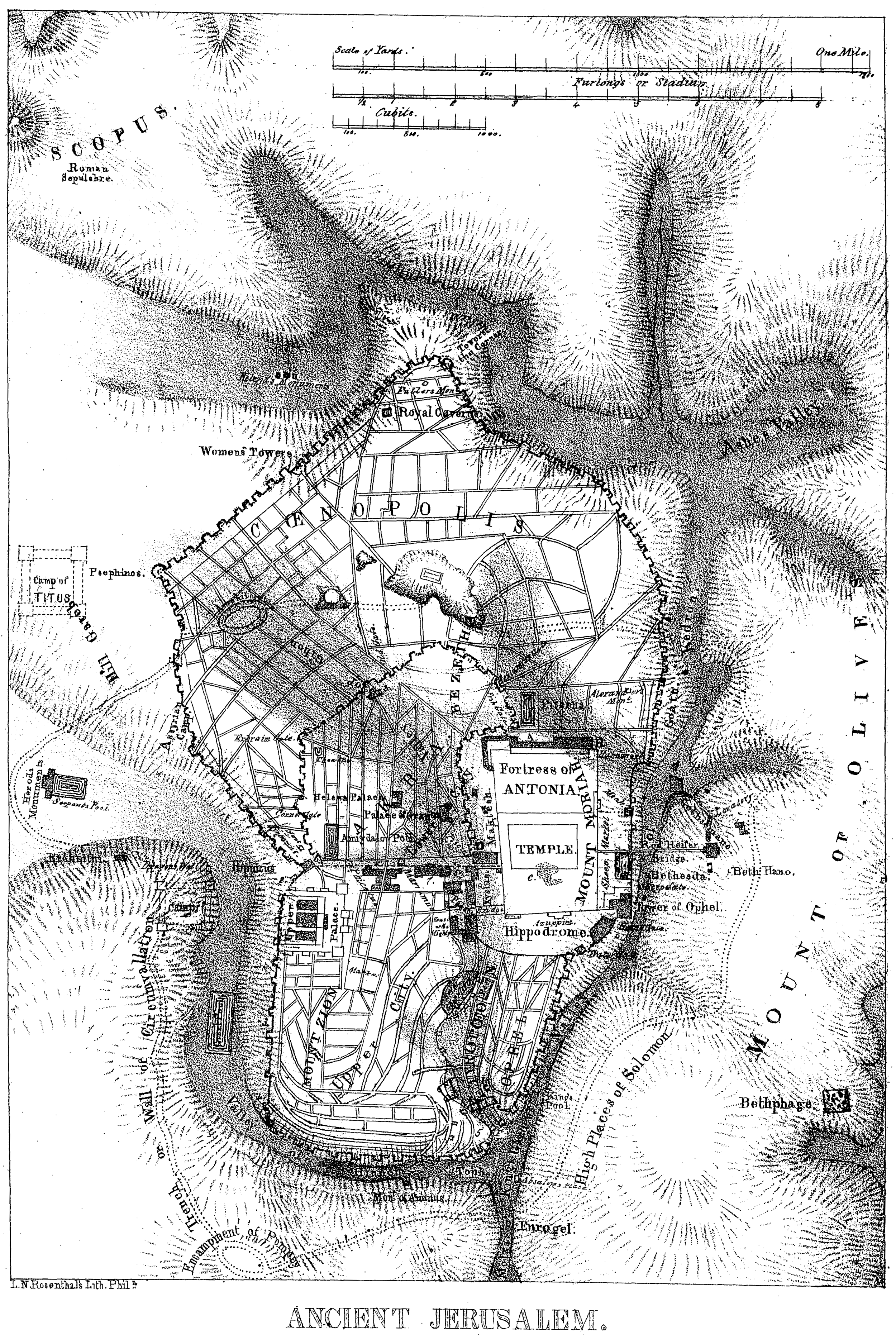
Mapa de 1858 de Jerusalém, mostrando o vale do Tiropeon.

(do grego Tyropoiōn, "fabricantes de queijo" é o nome dado pelo historiador judeu antigo Josefo ao vale (ou ravina) de relevo acidentado, situado na Cidade Antiga de Jerusalém, que na Antiguidade separava o Monte Moriá do Monte Sião, adjacente ao vale de Geena. O Tiropeon, que atualmente é quase uma planície, tamanho é o acúmulo de materiais, era cruzado por pontes, das quais a mais célebre era a Ponte Sião, provavelmente o meio de comunicação mais utilizado entre o palácio real e o Templo.
O muro ocidental do Monte do Templo se elevava a partir do fundo do vale até uma altura de 25 metros, onde se nivelava com a área do Templo, e acima dele, como uma espécie de continuação dele, a parede do claustro de Salomão se elevava a uma altura de 15 metros, "de modo que esta seção do muro apresentasse originalmente à vista uma massa estupenda de alvenaria, que dificilmente seria ultrapassada por qualquer alvenaria mural no mundo."
No Pergaminho de Cobre (3Q15 col.8, linha 4) este vale é chamado, em hebraico, de Vale Central (em hebraico:  הגיא המרכזי). O nome "Tyropoiōn" possivelmente surgiu como uma antiga tradução errônea do hebraico para o grego no livro de Josefo; as línguas semitas usam a mesma raiz para "concentrar" e "coalhar" (Não existe fontes).